# Sigismondo Pandolfo Malatesta
Sigismondo Pandolfo Malatesta   (Brescia, 19 de juny de 1417 - Rímini, 7 d'octubre de 1468) fou senyor de Rímini, Fano i Cesena des del 1432. És el fill natural d'Antonia di Giacomino dei Barignano, una noble lombarda i de Pandolfo III Malatesta.
Considerat pels seus contemporanis com un dels líders més capaços d'Itàlia, comandà el 1465 les forces militars de Venècia contra l'Imperi Otomà.
No era un home religiós, però ordenà construir el Temple Malatestià, que fou un monument a la seva amant i tercera dona, Isotta degli Atti. Aquest edifici és considerat una obra mestra de l'arquitectura del Renaixement, en ser la primera església en emprar l'arc triomfal romà com a part de l'estructura.
Els conflictes de Malatesta amb l'Església Catòlica el portaren a perdre la majoria de les seves terres a mans del papa Pius II després de la batalla del Cesano el 1462, quan Pius el considerà culpable de traïció contra Siena, sobre la base de la seva llarga relació amb Federico da Montefeltro, duc d'Urbino. Per revertir aquesta situació, hom creu que Segismondo intentà assassinar el 1468 el successor de Pius II, Pau II, qui continuava la seva política, però no ho aconseguí, i tornà a Rímini, on morí pocs mesos després.